# Сонячне затемнення 8 квітня 2024 року
Сонячне затемнення 8 квітня 2024 року — повне сонячне затемнення 139 саросу, повну фазу якого можна було спостерігати на території Мексики, США і Канади. Часткові фази затемнення буде видно у Північній Америці, а також частково у Західній Європі і у Центральній Америці. Це затемнення є повторенням крізь сарос повного сонячного затемнення 29 березня 2006 року. Наступне затемнення цього саросу відбудеться 20 квітня 2042 року.
Основні населені пункти, де можна було спостерігати повне затемнення
| Населений пункт | Час UTC  | Η     | Тривалість |
| Масатлан        | 18:09:30 | 69,1° | 4 хв 17 с  |
| Торреон         | 18:17:55 | 70,1° | 4 хв 11 с  |
| Кервілл         | 18:34:12 | 67,5° | 4 хв 25 с  |
| Даллас          | 17:42:32 | 64,6° | 3 хв 50 с  |
| Карбондейл      | 19:01:14 | 56,7° | 4 хв 08 с  |
| Індіанаполіс    | 19:07:53 | 53,0° | 3 хв 49 с  |
| Клівленд        | 19:15:33 | 48,6° | 3 хв 49 с  |
| Буффало         | 19:20:07 | 45,6° | 3 хв 45 с  |
| Монреаль        | 19:27:28 | 40,0° | 1 хв 30 с  |
| Шербрук         | 19:29:19 | 38,8° | 3 хв 25 с  |

## Зображення
Анімація ходу затемнення
Карбондейл стане унікальним місцем, де будуть спостерігатися 2 повних сонячних затемнення протягом 7 років у 2017 і в 2024 роках.